# (1903) Adzhimushkaj
(1903) Adzhimushkaj – planetoida z pasa głównego asteroid okrążająca Słońce w ciągu 5 lat i 74 dni w średniej odległości 3 j.a. Została odkryta 9 maja 1972 roku w Krymskim Obserwatorium Astrofizycznym w Naucznym na Półwyspie Krymskim przez Tamarę Smirnową. Nazwa planetoidy pochodzi od Adzhimuszkaj, miejsca jednej z bitew II wojny światowej. Przed nadaniem nazwy planetoida nosiła oznaczenie tymczasowe (1903) 1972 JL.